# 露絲·貝德·金斯堡
琼·露丝·巴德·金斯伯格（英語：Joan Ruth Bader Ginsburg，/ˈbeɪdər ˈɡɪnzbɜːrɡ/，1933年3月15日—2020年9月18日）原名琼·露丝·巴德（Joan Ruth Bader），是美國法學家，曾獲時任總統比爾·克林頓提名，擔任美國最高法院大法官直至其去世，她是继桑德拉·戴·奧康納之后最高法院第二位女性大法官，也是首位美國猶太裔女性大法官。金斯伯格在其任內曾為多個著名案件撰寫意見，包括1996年的合眾國訴維吉尼亞州案、1999年奧姆斯特德訴L.C.案和2000年地球之友公司訴萊德勞環境服務公司案等。
金斯伯格出生並成長於紐約市布魯克林區，她的姊姊和母親分別在其嬰兒時期和高中畢業前相繼去世。她於康乃爾大學取得學士學位，並與同校的馬丁·金斯伯格結婚，在成為母親後進入哈佛大學就讀法學院，成為院中為數不多的女學生之一，之後其轉學至哥倫比亞大學法學院，並以全班第一名的成績畢業。金斯伯格在畢業後進入學術界，並任教於羅格斯大學法學院，主要教授民事訴訟，成為該領域少數的女性之一。
金斯伯格法律生涯的大部分时间都用於倡导性別平等和女权进步，且經常在最高法院的辯論中勝出，她同時是美國公民自由聯盟的志願律師及董事会成员，并且是联盟在1970年代的总顾问之一。1980年，時任美國总统吉米·卡特任命金斯伯格为美国哥伦比亚特区联邦巡回上诉法院法官，並隨後在1993年出任美國最高法院大法官，且自2006年大法官珊卓拉·戴·歐康納退休到2009年任命索尼婭·索托瑪約前，金斯伯格成為最高法院唯一的女性大法官。
金斯伯格通常被视为美國最高法院持自由派立場和較為溫和的大法官之一，亦因其堅定的自由主義立場受到美國流行文化關注，她曾被一名法律系學生戲稱為「聲名狼藉的金斯伯格」（The Notorious R.B.G.），後來她對此表示接受，並認為該稱呼得體。
金斯伯格於2020年9月18日因胰臟癌引發併發症而病逝於華盛頓的家中，享壽87歲。

## 早期生活與學業
1933年3月15日，露絲·巴德·金斯伯格（原名琼·露丝·巴德，本段以露絲代稱）出生于紐約州紐約市布魯克林區的瑪摩利醫院，是内森·巴德和西莉亚·巴德的第二个女儿，巴德一家居住於夫拉特布希附近並且信仰猶太教。父親是來自俄羅斯敖得薩（今屬烏克蘭）的猶太移民；母親則出生於紐約，巴德夫婦的大女兒（露絲的姊姊）瑪麗蓮（Marylin）在6歲時因腦膜炎去世，當時露絲僅14個月大。而瑪麗蓮認為露絲是「愛踢人的寶寶」（a kicky baby）而為其取了綽號「踢踢」（Kiki），其家人也以此名稱之。當露絲開始上學後，母親西莉亞發現其班上也有幾位名為瓊安（Joan），因此西莉亞建議老師以露絲稱呼女兒以免混淆。雖然巴德一家並非虔誠的教徒，但他們仍是猶太教保守派教會東米德伍德猶太人中心的成員，露絲在該教會學習猶太信仰的信條，也藉此通曉了希伯來語。露絲自4歲起就參加了紐約密涅瓦附近巴爾福湖（Lake Balfour）的猶太夏令營Che-Na-Wah，她後來也在該營地擔任輔導員直到18歲。
母親西莉亞在露絲的教育中扮演重要角色，西莉亞15歲就從高中畢業，但她因為家人選擇資助弟弟上大學而無法繼續完成其學業，還需前往成衣工廠打工以補貼家用，因此西莉亞希望女兒能接受更多的教育，所以經常帶露絲前往圖書館閱讀，並期望他成為一名高中歷史教師。露絲就讀於詹姆斯麥迪遜高中，該校的法律課程後來為她專門設立一間審判庭。西莉亞在露絲的高中時期不斷與癌症爭鬥，但最終在她高中畢業前夕病逝。
露丝就讀于纽约州伊萨卡的康乃爾大學，並加入了ΑΕΦ姐妹會。她於1954年6月23日自康乃爾大學畢業，同時取得政治系的文學士學位，她也是畢業班中成績最高的女學生和全美大學優等生榮譽學會成員。露絲在17歲時結識了同校的馬丁·金斯伯格，並在自康乃爾大學畢業的一個月後和其結婚，兩人隨後因馬丁應召入伍而搬往奧克拉荷馬州錫爾堡，馬丁在該基地擔任美國陸軍預備役預備軍官訓練團軍官，而21歲的露絲則在奧克拉荷馬州的社會安全局辦公室工作，但她在懷上第一胎後被降職。1955年，露絲產下一女。
1956年秋天，露絲考入哈佛大學法學院，是当时500名学生当中仅有的9名女學生之一。據報導，哈佛法學院院長曾邀請包括露絲在內的所有女學生到其家中吃飯，並當面詢問她們「為什麼妳們要在這裡，搶走本屬於男性的位子？」。而露絲在丈夫馬丁於紐約市找到一份工作後轉學到哥伦比亚大學法學院，並成為首位在兩大法律評論（《哈佛法律评论》和《哥倫比亞法律評論》）担任编辑的女性。1959年，露絲以全班第一的成绩畢業，同時取得法学学士学位。

## 早期职业生涯
露絲·金斯伯格甫踏入職場時在求職方面遭遇困難。1960年，尽管受到當時的哈佛法学院教授阿爾伯特·薩克斯（後來升任院長）强力推荐，最高法院大法官费利克斯·弗兰克福特仍然因性别因素拒绝了金斯伯格的法官助理职位。而哥倫比亞大學法學教授傑拉德·岡瑟也曾將金斯伯格推薦給美國紐約南區聯邦地區法院法官埃德蒙·路易斯·帕米利擔任助理，並表示如果不給予金斯伯格機會，將絕不推薦另一位哥倫比亞學生。傑拉德·岡瑟保證如果金斯伯格無法勝任該職務，將會向該法官提供其他人選，金斯伯格最終在紐約南區聯邦地區法院擔任了2年的法官助理。

### 學術界
1961到1963年，金斯伯格在哥伦比亚大学法学院国际程序法计划擔任研究助理（後晉升副主任），她还学习了瑞典语，並與安德斯·布魯澤留烏斯（Anders Bruzelius）合著《瑞典民事诉讼程序》（Civil Procedure in Sweden），同時前往瑞典隆德大學為撰寫書籍進行大量研究，其在瑞典的生活也影響以及啟發她對性別平等的看法。瑞典所有法律專業的學生中約有20－25％的女性，金斯伯格在研究過程中觀察到一位法官已懷有8個月的身孕卻仍在工作。
金斯伯格於1963年在羅格斯法學院接下第一份教職，但她的工資被告知將會比男性同事低，原因是其丈夫馬丁·金斯伯格擁有一份高薪的工作，而金斯伯格也是當時美國不到20名的女性法學教授之一。她擔任法學教授直到1972年，主要教授民事訴訟領域，並於1969年獲得該校的終身教職。
1970年，金斯伯格参与创办《女权法律报道》，該報為美国第一本专注於女性权益的法律杂志。1972到1980年，她進入哥倫比亞法學院任教，後成為該校首位獲終身職的女性教授，她合著了一本關於性別歧視的法學院判例書。同時於1977至1978年間，金斯伯格也在史丹佛大學行為科學高等研究中心擔任研究員。

### 訴訟和提倡

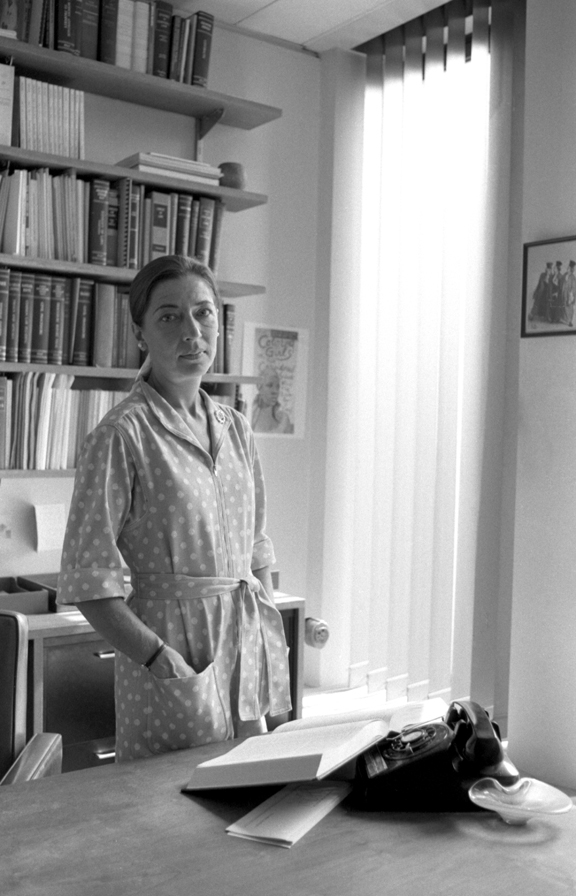
1977年的露絲·金斯伯格（由林恩·吉爾伯特所攝）

1972年，金斯伯格合作创办美國公民自由聯盟的女权计划，并在1973年成为該計畫的总法律顾问。截至1974年，女權計畫及聯盟的相關項目已參與了300多起性別歧視案件，而作为女权计划的首席诉讼律师，金斯伯格在1973至1976年間於最高法院为6起性別歧視案件進行辩护，並且贏得5場勝利。金斯伯格並未要求法院立即消除所有性別歧視，而是要求其針對具體的歧視性法規制定目標方針，並在每個成功的基礎上繼續努力。金斯伯格在辯護前會謹慎選擇原告，有時亦會挑選男性起訴人，以證明性別歧視對男女兩性均有害處，而她所針對的法律性質包括表面對女性有利，但實際上強化了女性需依賴男性的觀念。金斯伯格的主張也延伸至用詞方面，她在其秘書提出「性」（sex）一詞會影響法官的專注點後，提倡使用「性別」（gender）而非「性」。金斯伯格提倡的作法和運動終結了多個在法律上的性別歧視，也因其熟練的口頭辯護而獲得極高的聲譽。
她作为律师辩护的最后一个案件是1978年的杜伦诉密苏里案（Duren v. Missouri）439 U.S. 357 (1979)，该案挑战在该州女性志愿进行陪审义务的法律和惯例。在金斯伯格的口头陈述结束后，当时的大法官威廉·伦奎斯特问金斯伯格“你们不会满足于把苏珊·安东尼印到新的美元上，然后呢？”金斯伯格说，她认为该回应“我们不会满足于象征”但选择不回答这个问题。

## 司法职业生涯

1993年6月14日金斯伯格正式接受总统比尔·克林顿的提名

### 美国上诉法院
1980年4月14日总统吉米·卡特任命金斯伯格为美国哥伦比亚特区联邦巡回上诉法院法官，以接替刚去世的哈罗德·利文撒尔的职位。后来她在进入最高法院前在这个职位工作了13年。

### 最高法院

#### 提名和确认

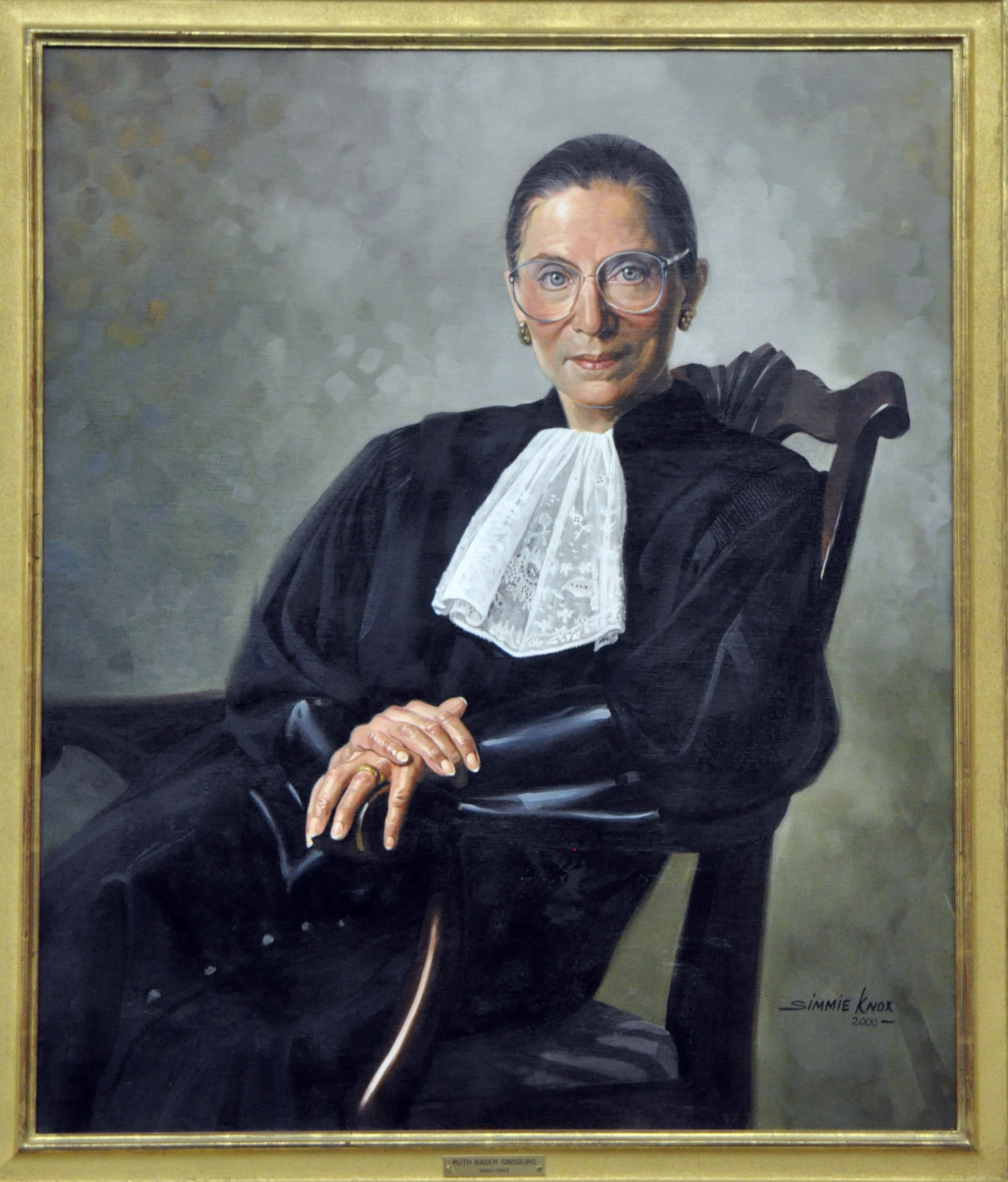
2000年金斯伯格画像

1993年6月14日总统比尔·克林顿提名她为最高法院大法官，以填补因拜伦·怀特退休所空出的席位。金斯伯格是由当时的司法部长珍妮特·雷诺推荐给克林顿的。
美国参议院以96：3的投票批准确认了对于金斯伯格的任命，1993年8月10日宣誓就职。

#### 最高法院判例

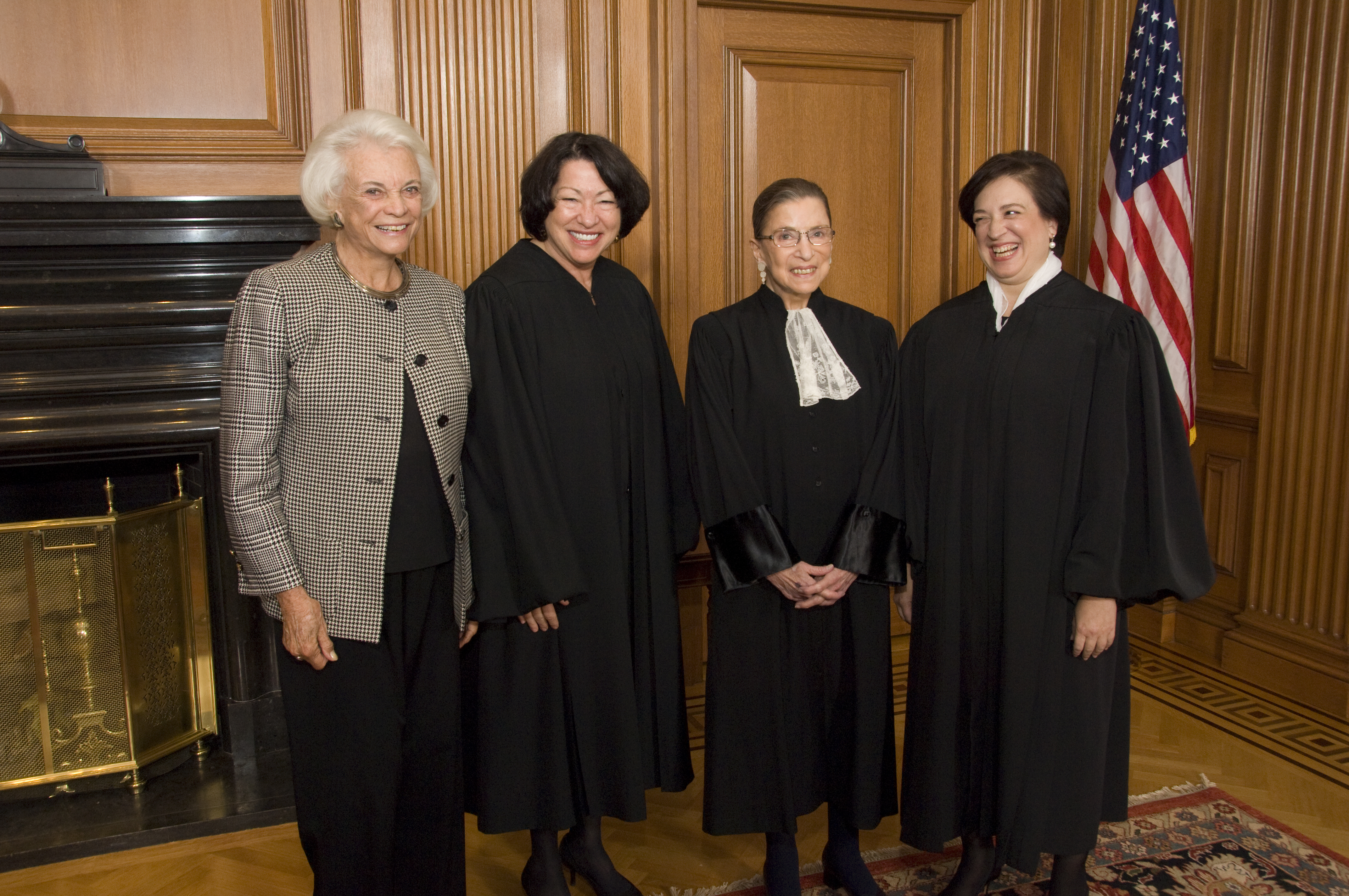
（从左至右）桑德拉·戴·奧康納，索尼娅·索托马约尔，金斯伯格和艾蕾娜·卡根在2010年10月1日

金斯伯格以一种谨慎的态度来裁判最高法院的案件。她曾促使法院允许与民选部门（以總統與國會為代表）对话，而有些人则认为这样做将不可避免地导致法院政治化。
虽然金斯伯格一贯支持堕胎权，也加入了内布拉斯加州关于推翻部分出生堕胎法的斯坦伯格诉卡哈特案（Stenberg v. Carhart）530 U.S. 914 (2000)的法庭意见，但在羅訴韋德案410 U.S. 113 (1973)最高法院判决40周年后，她批评这个判决终止了对于放宽堕胎法的新兴民主运动，而这項運動可能为支持堕胎权建立更持久的共识。
在2009年的《纽约时报》对她的采访中她探讨了关于堕胎权和性别平等的观点，她说有关堕胎的根本是政府無權替一个女人做这样的选择。
金斯伯格也是一个使用外国法律和规范来形成美国法律审判意见的倡导者，而相比之下她的同事首席大法官約翰·格洛佛·羅伯茨，安東寧·斯卡利亞，克拉倫斯·托馬斯和塞繆爾·阿利托则持有诠释学的观点。尽管他们有着根本的分歧，但是金斯伯格仍然认为斯卡利亚是她在最高法院最亲密的同事。两位法官经常用餐，并一起看歌剧。

### 部分法庭意见
- 美国诉弗吉尼亚案（United States v. Virginia） 518 U.S. 515 (1996) 法庭意见 維吉尼亞軍事學院只招收男性学生的政策违反了美利坚合众国宪法第十四条修正案的平等保護條款。
- 美国诉奥黑根案（United States v. O'Hagan） 521 U.S. 642 (1997) 法庭意见
- 奥姆斯特德诉L.C.案（Olmstead v. L.C.） 527 U.S. 581 (1999) 法庭意见
- 地球之友公司诉莱德劳环境服务公司案（Friends of the Earth, Inc. v. Laidlaw Environmental Services, Inc.） 528 U.S. 167 (2000) 法庭意见
- 布什诉戈尔案（Bush v. Gore） 531 U.S. 98 (2000) 异议
- 埃尔德雷德诉阿什克罗夫特案（Eldred v. Ashcroft） 537 U.S. 186 (2003) 法庭意见
- 埃克森美孚公司诉沙特基础工业公司案（Exxon Mobil Corp. v. Saudi Basic Industries Corp.） 544 U.S. 280 (2005) 法庭意见
- 莱德贝特诉固特异轮胎橡胶公司案（Ledbetter v. Goodyear Tire & Rubber Co.） 550 U.S. 618 (2007) 异议
- 冈萨雷斯诉卡哈特案（Gonzales v. Carhart） 550 U.S. 124 (2007) 异议
- 里奇诉德斯蒂法诺案（Ricci v. DeStefano） 129 S. Ct. 2658 (2009) 异议
- 伯韦尔诉霍比罗比案（Burwell v. Hobby Lobby） 573 U.S. ___ (2014) 异议

### 其他活动
在1997年1月20日克林顿第二次总统就职典礼期间金斯伯格应副总统阿尔·戈尔的邀请在他的就職宣誓典礼上担任主持人。
2012年1月，金斯伯格赴埃及四天来参加和法官，法学院教授，法学院学生和法律专家的讨论。她此行的目的之一是要“倾听和学习”为埃及开始其宪法民主过渡。她还回答了关于美国司法系统和美国宪法的问题。金斯伯格在开罗大学告诉学生们她受埃及革命“鼓舞”。
在接受Alhayat电视采访时，她说新宪法的第一个要求应该是要“像我们的宪法第一修正案一样维护基本的人權”。当被问及埃及新宪法是否该效法其他国家，她说，埃及应该要“得益于自二战结束后的所有宪法”，并称：“如果我是在2012年起草宪法那我不会看美国宪法。我可能会看看南非的宪法。这是让政府有一项基本工具－－有个独立的司法机关来拥抱基本人权。这真的是，我认为，这个伟大的作品做到了，比美国宪法更現代。”她说美国很幸运地拥有了“非常聪明”的人撰写了一部宪法，但指出，在18世纪80年代没有女性能够参与这一进程，而且奴隶制仍然存在于美国。
2013年8月31日，在華盛頓约翰·肯尼迪表演艺术中心，為擔任該中心總裁的多年好友凱瑟，與他的經濟學家伴侶羅勃茲證婚，成為第一位主持同性婚姻的美國最高法院大法官。

## 个人生活
从康奈尔大学毕业后几天，露丝和后来的国际著名税务律师马丁·金斯伯格结婚，他们从纽约搬到了华盛顿后，露丝担任哥伦比亚特区联邦巡回上诉法院法官，马丁也成为了乔治城大学法律中心的法学教授。他们的女儿简·金斯伯格（生于1955年）是哥伦比亚法学院教授。他们的儿子詹姆斯·史蒂芬·金斯伯格（生于1965年），是总部设在伊利诺伊州芝加哥的古典音乐唱片公司Cedille的创始人和总裁。
他们的女儿出生后，她的丈夫被诊断出患有睾丸癌。在此期间，金斯伯格要上课和做笔记，并照顾他们的女儿和她生病的丈夫，同时还要在《哈佛法律评论》做编辑。2010年6月23日他们庆祝了他们的56周年结婚纪念日。2010年6月27日马丁·金斯伯格死于癌症转移的并发症。
有些最高法院的法官和其他知名人士在每年秋天到华盛顿特区的圣玛窦主教座堂参加红弥撒。金斯伯格解释她不再参加的理由：“我去了一年，就再也不会去了，因为这样讲道是悍然反堕胎，”金斯伯格说。

### 健康
1999年金斯伯格被确诊得了大腸癌，并经历多次化疗和放射線療法。在这个过程中，她没有错过庭审的日子。2009年2月5日，她再次接受了胰腺癌相关的手术。金斯伯格的肿瘤被发现在早期阶段。她从纽约市医院出院四天后又开始进行口头辩论。
2009年9月24日，金斯伯格因缺铁而头晕在华盛顿住院，次日出院。
2014年11月26日，她接受了心脏手术，在右冠状动脉中植入了支架。
2018年11月8日，金斯伯格在最高法院的辦公室內摔傷而送醫治療，經診斷發現有三根肋骨骨折，隔日已出院返家休養。

### 去世
2020年9月18日，金斯伯格因胰腺癌并发症在华盛顿家中去世，享寿87岁，择日葬于阿灵顿国家公墓。

## 退休计划
2010年同為大法官的約翰·保羅·史蒂文斯退休后，金斯伯格以77岁的年纪成为最高法院最年老的大法官。尽管曾有传言她将因年老健康欠佳以及丈夫去世而退休，而且多次有人建议她在民主党掌控白宫和参议院的时候退休，以便让奥巴马总统提名一个自由派的继任者，但她否认了她打算退休的傳言。她表示希望效仿在这个职位效力了近23年於82岁退休的大法官路易斯·布蘭迪斯，这代表她至少要到2016年4月才會考量退休。她还表示，她有一个新的“榜样”，要效仿甫退休的史蒂文斯任职近35年於90岁退休。
有人相信在2016年美國總統選舉之前，金斯堡在等希拉里·克林顿击败唐納·川普之后再退休，因为克林顿很可能會提名一个比奥巴马提名還要更靠近自由派的继任法官。然而在川普當選為美国总统以及共和党掌控参议院之后，她只能期待民主党在2020年大选卷土重来，然而金斯堡在大选前夕的2020年9月在任上去世，终年87岁。时任总统特朗普在金斯伯格去世后提名了保守立場的埃米·科尼·巴雷特出任大法官，該提名在2020年10月由共和党掌控的参议院获得通过。

## 评价
2009年《福布斯》将金斯伯格列入世界百名权威女性。
2009年，金斯伯格被威拉米特大学授予法学荣誉博士学位。2010年，她被普林斯顿大学授予法学荣誉博士学位。2011年，她被哈佛大学授予法学荣誉博士学位。

## 流行文化
有多部影視作品與金斯伯格有關：
- ：2018年美國電影，講述金斯伯格年輕時擔任律師的故事。
- ：2018年美國紀錄片，講述金斯伯格生平。
- Live to Lead "Ruth Bader Ginsburg" : 2022 Netflix Documentary Series,  episode 1，講述她的生平和信念

## 參见
- 美国最高法院大法官列表
- 伦奎斯特时期美国最高法院案例列表
- 罗伯茨时期美国最高法院案例列表